# 매트릭스 소프트웨어
매트릭스 소프트웨어(Matrix Software)는 도쿄도에 위치한 일본의 비디오 게임 개발사이다.

## 개발한 게임
- 아란드라
- 드래곤 퀘스트 캐릭터즈 토르네코의 대모험 2: 불가사의 던전
- 드래곤 퀘스트 캐릭터즈 토르네코의 대모험 3: 불가사의 던전
- 드래곤 퀘스트 V: 천공의 신부
- 빛의 전사 프리큐어
- 드래곤 퀘스트 III: 전설의 시작
- 파이널 판타지 II
- 그루브 코스터
- 파이널 판타지 V
- 드래곤 퀘스트 (비디오 게임)
- 파이널 판타지 VI
- 드래곤 퀘스트 II: 악령의 신들
- 파이널 판타지 디멘션즈 II
- 레이튼 교수와 이상한 마을
- 레이튼 교수와 악마의 상자
- 레이튼 교수와 최후의 시간여행

## 같이 보기
- 텔레넷 재팬